# Баби (фільм)
«Баби» (рос. Бабы) — радянський художній фільм-драма 1940 року, знятий на кіностудії «Мосфільм». Єдина режисерська робота Володимира Баталова.

## Сюжет
Про колгоспників Приволжжя, які створили першу риболовецьку жіночу бригаду. На чолі бригади стає Варвара — тиха і м'яка жінка, яка страждає від зрад чоловіка Степана. При підведенні підсумків її бригада випереджає чоловічу. І це змушує Степана подивитися на дружину іншими очима.

## У ролях
- Алла Тарасова — Варвара Кладова
- Андрій Абрикосов — Степан Степанович Кладов
- Емма Цесарська — Ольга
- Володимир Баталов — Терентій Казанок
- Ніна Петропавловська — Паша Лось
- Олексій Долинін — Ваня Сомов
- Василь Новіков — Духов
- Іван Юдін — Кіскін
- Інна Федорова —  Любка (немає в титрах)
- Олександра Данилова — член риболовецької бригади

## Знімальна група
- Автор сценарію: Марія Смирнова
- Режисер: Володимир Баталов
- Оператор: Олександр Гальперін
- Художник: Йосип Шпінель
- Композитор: Лев Шварц